# Salins-les-Thermes
Salins-les-Thermes este o comună în departamentul Savoie din sud-estul Franței. În 2009 avea o populație de 979 de locuitori.

## Evoluția populației
| An        | 1975  | 1982  | 1990  | 1999 | 2006 | 2009 |
| --------- | ----- | ----- | ----- | ---- | ---- | ---- |
| Populație | 1.078 | 1.021 | 1.002 | 944  | 949  | 979  |